# ジャン・ビュリダン

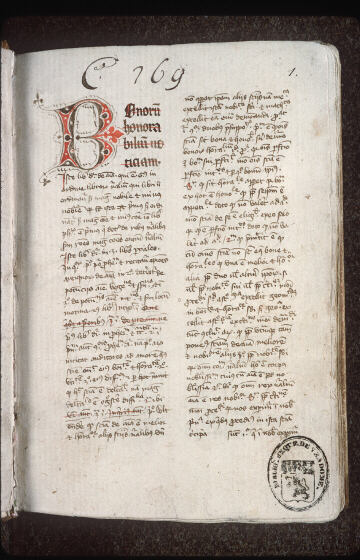
ビュリダンの著書"Expositio et quaestiones"（1362年？）

ジャン・ビュリダン（Jean Buridan、1295年頃 - 1358年）はフランスの司祭で、ヨーロッパにおける科学革命の火付け役の一人である。中世後期を代表する哲学者の一人であり、今日ではむしろ哲学者として記憶されている。彼は「インペトゥス」（"Impetus"）理論を展開し、現代的な慣性の概念に迫った。ラテン語名はヨハンネス・ブリダヌス（Johannes Buridanus）。よく知られた思考実験「ビュリダンのロバ」は彼の名に由来する（ただし彼の現存する著作に、この思考実験に言及したものはない）。

## 人物
生地は、現パ＝ド＝カレー県（フランス最北部）の都市ベテューヌ（Béthune）とする説が有力である。パリ大学で学び、その後は同校で教鞭を執る。恋愛がらみの事件や冒険談がいくつも伝えられている。一例を挙げると、ビュリダンは麻袋に詰められてセーヌ川に放り込まれる刑に処せられたが、一学生の機転により救われたとのことである。フランソワ・ヴィヨンは有名な詩"Ballade des Dames du Temps Jadis"の中でこの逸話に言及している。またビュリダンは研究資金の獲得に異常な才能を示したという。
哲学で身を立てる者の典型から外れて、彼は神学の博士号を取得に熱心でなく、人文学科で多くの時間を使った。また修道会に加わらず教区の聖職者に留まることに傾注し、それにより知的独立を保った。1340年までには、先輩格の哲学者オッカムのウィリアムと渡り合えるだけの地位を確立した。彼の運動理論は懐疑主義と科学革命の夜明けであり、ガリレオ・ガリレイの研究の露払い的な意義があったと今日では評価されている。ビュリダンはまた複数のパラドックス（嘘つきのパラドックスなど）の正しい解釈を書き残している。1358年、パリで没。その後、オッカム派の運動によってビュリダンの著作は1474年から81年の間『禁書目録』にリストアップされた。
ビュリダンの弟子の中では、論理学者となったザクセンのアルベルト (Albert of Saxony, 1316-1390) が最も著名である（彼も運動について考察を行なっている）。

## インペトゥス論
慣性の概念はアリストテレスの運動論とは異質である。アリストテレスならびに逍遙学派の後継者たちは、物体の運動は、外部から力が継続的に加えられる場合にのみ持続すると考えた。つまり、アリストテレスの見解（今日の知見からすると完全に間違いである）によると投射体は周囲の空気から力を加えられるために運動し続けるのであり、普通の物体の運動がすぐに停止するのは近接力が働かないためである。
ジャン・ビュリダンはピロポノス（Philoponus）の注釈とイブン・スィーナー（アウィケンナ）の著作に基づき、物体はそれ自体が有する何らかの量（運動の初めに与えられた量）によって運動を続けるのだと主張した。ビュリダンはその量を"impetus"「インペトゥス」（「駆動力」などの訳語あり）と呼んだ。さらに、彼はインペトゥスが自然に散逸するという考えを否定し、物体は空気抵抗および重力によって止められるのだと断言した。これは従来の理論とは全く逆である。ビュリダンは、物体の持つインペトゥスは、物体が運動し始めた時の速さ（初速）および物体を構成する物質の量（質量）と正の相関関係を持つと考えた。ビュリダンの言うところのインペトゥスが、現代的な運動量の概念と近いことは明白である。彼はインペトゥスを物体の運動の原因と見なした。
ビュリダンはインペトゥス論により、投射体の運動を（定性的ながら）正確に説明した。しかし彼にとってこの理論はあくまでアリストテレスに対する一つの修正に過ぎず、「運動」と「静止」を質的に全く別物と見なすアリストテレス的（逍遙学派的）な基本理念は揺るいでいなかった。
なおインペトゥス論は直線運動や放物運動だけではなく、天体の円運動を説明するためにも使われた（ビュリダンの力学的知見を天文学に適用した人物の代表として、天文学者ニコル・オレームが挙げられる）。

## 推薦資料
- Michael, Bernd (1985) Johannes Buridan: Studien zu seinem Leben, seinen Werken und zu Rezeption seiner Theorien im Europa des späten Mittelalters. 2 Vols. Doctoral dissertation, University of Berlin.
- Thijssen, J. M. M. H., and Jack Zupko (ed.) (2001) The Metaphysics and Natural Philosophy of John Buridan. Leiden: Brill.
- Landi, M., Un contributo allo studio della scienza nel Medio Evo. Il trattato Il cielo e il mondo di Giovanni Buridano e un confronto con alcune posizioni di Tommaso d'Aquino, in Divus Thomas 110/2 (2007) 151-185
- Zupko, Jack (2003) John Buridan. Portrait of a Fourteenth-Century Arts Master. Notre Dame, Indiana: University of Notre Dame Press. (cf. pp. 258, 400n71)
- 大野陽朗（監修）、高村泰雄・藤井寛治・須藤喜久男（編）『異端の科学史 - 近代科学の源流・物理学篇別巻（自然科学原典シリーズ）』北海道大学図書刊行会、1979年